# Evergestis arcuatalis
Evergestis arcuatalis là một loài bướm đêm trong họ Crambidae.